# Caenolestoidea
I Cenolestoidi (Caenolestoidea) sono una superfamiglia di mammiferi marsupiali caratteristici del Sudamerica ed appartenenti all'ordine dei Paucitubercolati.
Attualmente, il gruppo è rappresentato unicamente da poche specie riunite nella famiglia dei Cenolestidi e conosciute volgarmente col nome di "opossum toporagno", ma nel corso del Miocene questo gruppo raggiunse una notevole espansione e diversificazione, con le famiglie dei paleotentidi, degli abderitidi e degli sternbergidi.  
La famiglia degli abderitidi (tra cui Abderites) sembrerebbe essersi diversificata pochissimo nel corso della sua lunga storia, al contrario di quella dei paleotentidi (tra cui Palaeothentes), più piccoli, che conobbero una grande differenziazione in un minor lasso di tempo. Gli abderitidi e i paleotentidi sono particolarmente comuni nelle formazioni Pinturas e Santa Cruz.